# Agnieszka Pladzyk
Agnieszka Pladzyk (ur. 1973 w Piszu) – polska chemiczka, doktor habilitowana nauk chemicznych, specjalizująca się w chemii nieorganicznej. Prodziekan Wydziału Chemicznego Politechniki Gdańskiej.

## Życiorys
Urodzona w 1973 r. w Piszu, w 1998 r. ukończyła studia magisterskie na kierunku Biotechnologia na Wydziale Chemicznym Politechniki Gdańskiej. Pracę magisterską pt. Produkcja rekombinowanej kalcytoniny ludzkiej w bakteryjnym systemie i jej oczyszczanie metodą chromatografii metalopowinowactwa przygotowała pod kierunkiem prof. Józefa Kura. Po ukończeniu Studium Doktoranckiego przy Wydziale Chemicznym PG w 2003 r. obroniła z wyróżnieniem pracę doktorską pt. Tri-tert-butoksysilanotiolany kobaltu, której promotorem była prof. Barbara Becker. W tym samym roku została zatrudniona na stanowisku asystenta, a następnie adiunkta w Katedrze Chemii Nieorganicznej Wydziału Chemicznego Politechniki Gdańskiej, gdzie pracuje do dziś. Stopień naukowy doktora habilitowanego uzyskała w 2015 r. Dwuletni staż podoktorski odbyła na University of Texas Medical Branch w Galveston, USA.
W latach 2010–2016 członek Senatu Politechniki Gdańskiej. Prodziekan ds. organizacji studiów w kadencji od 2019 oraz wiceprzewodnicząca Gdańskiego Oddziału Polskiego Towarzystwa Chemicznego w kadencji 2019–2021.

## Działalność naukowa
W swej pracy badawczej koncentruje się na projektowaniu, syntezie i charakterystyce nowych samoorganizujących się jedno- i wielordzeniowych układów opartych na metalach przejściowych i związkach krzemosiarkowych. Jej zainteresowania naukowe dotyczą poszukiwania nowych prekursorów materiałów funkcjonalnych o właściwościach magnetycznych, luminescencyjnych lub katalitycznych.
Dorobek publikacyjny Agnieszki Pladzyk obejmuje 28 artykułów w czasopismach naukowych z listy JCR (168 niezależnych cytowań, indeks Hirscha 10 wg bazy Web of Science, 2019 r.), które są również efektem współpracy naukowej z ośrodkami krajowymi i zagranicznymi.